# Wingo
Wingo es una aerolínea de bajo costo colombiana, parte de Copa Airlines y Copa Airlines Colombia, quien lanzó oficialmente la aerolínea en el mes de diciembre del año 2016, reemplazando a la antigua AeroRepública.
Perteneciente a Copa Holdings, S.A., entre sus planes iniciales pretende operar los vuelos nacionales e internacionales que estaba operando su filial colombiana desde el nodo en la ciudad de Bogotá, ajustándolo a una misma flota con cabina única y otras condiciones propias de una aerolínea de este tipo.

## Historia
El 20 de octubre de 2016, Copa Holdings anunció la creación de una nueva marca, Wingo, subsidiaria de vuelos de bajo costo que opera comercialmente desde del 1 de diciembre de 2016.

## Flota

### Flota actual
La aerolínea tiene una flota uniforme de Boeing 737-800 bajo su modelo de bajo costo, configurada con una cabina única. Está compuesta por las siguientes aeronaves:
| Aeronaves      | En servicio | Pedidos | Pasajeros (clase única)                           | Matrículas                                        | Antigüedad                                        |
| -------------- | ----------- | ------- | ------------------------------------------------- | ------------------------------------------------- | ------------------------------------------------- |
| Boeing 737-800 | 9           | —       | 186                                               | HP-1523CMP                                        | 21,2 años                                         |
| Boeing 737-800 | 9           | —       | 186                                               | HP-1532CMP                                        | 17,4 años                                         |
| Boeing 737-800 | 9           | —       | 186                                               | HP-1535CMP                                        | 15,9 años                                         |
| Boeing 737-800 | 9           | —       | 186                                               | HP-1536CMP                                        | 15,5 años                                         |
| Boeing 737-800 | 9           | —       | 186                                               | HP-1537CMP                                        | 15,1 años                                         |
| Boeing 737-800 | 9           | —       | 186                                               | HP-1711CMP                                        | 14,7 años                                         |
| Boeing 737-800 | 9           | —       | 186                                               | HP-1713CMP                                        | 14,2 años                                         |
| Boeing 737-800 | 9           | —       | 186                                               | HP-1714CMP                                        | 14,1 años                                         |
| Boeing 737-800 | 9           | —       | 186                                               | HP-1715CMP                                        | 14,1 años                                         |
| TOTAL          | 9           | —       | Edad media de la flota (enero de 2025): 15,8 años | Edad media de la flota (enero de 2025): 15,8 años | Edad media de la flota (enero de 2025): 15,8 años |

### Flota histórica
Anteriormente la aerolínea operó 4 Boeing 737-700, los cuales fueron transferidos de vuelta a Copa Airlines y reemplazados por Boeing 737-800:
| Aeronaves      | Total | Matrícula  | Introducido       | Retirado        | Tiempo en servicio |
| -------------- | ----- | ---------- | ----------------- | --------------- | ------------------ |
| Boeing 737-700 | 4     | HP-1378CMP | noviembre de 2016 | enero de 2019   | 3,1 años           |
| Boeing 737-700 | 4     | HP-1377CMP | noviembre de 2016 | enero de 2020   | 3,2 años           |
| Boeing 737-700 | 4     | HP-1525CMP | noviembre de 2016 | enero de 2020   | 3,2 años           |
| Boeing 737-700 | 4     | HP-1524CMP | noviembre de 2016 | febrero de 2020 | 3,3 años           |

## Destinos
Esta subsidiaria de Copa Airlines Colombia ofrece vuelos domésticos desde Bogotá hacia Cartagena e Isla de San Andrés y desde Barranquilla, Cali y Cartagena a Isla de San Andrés, además vuelos internacionales desde Bogotá hacia Caracas, Quito, Guayaquil, La Habana, Cancún, Ciudad de México y Oranjestad como también vuelos directos desde Medellín y Cali hacia el Aeropuerto Internacional Panamá Pacífico en la República de Panamá.

Destinos por Wingo

Con la reestructuración de los destinos que tenía aprobados por parte de la Aerocivil, la compañía comenzó a volar con un itinerario total de 18 destinos en 10 países de América Latina y el Caribe.
Actualmente su oferta de destinos está así:
| País                                             | Ciudad                                      | Código de aeropuerto                        | Código de aeropuerto                        | Aeropuerto                                          | BOG                                         | ADZ                                         | CTG                                         | Otros                                       | Rutas                                       | Notas                                       |
| País                                             | Ciudad                                      | IATA                                        | ICAO                                        | Aeropuerto                                          | BOG                                         | ADZ                                         | CTG                                         | Otros                                       | Rutas                                       | Notas                                       |
| Destinos domésticos (10 destinos, 15 rutas)      | Destinos domésticos (10 destinos, 15 rutas) | Destinos domésticos (10 destinos, 15 rutas) | Destinos domésticos (10 destinos, 15 rutas) | Destinos domésticos (10 destinos, 15 rutas)         | Destinos domésticos (10 destinos, 15 rutas) | Destinos domésticos (10 destinos, 15 rutas) | Destinos domésticos (10 destinos, 15 rutas) | Destinos domésticos (10 destinos, 15 rutas) | Destinos domésticos (10 destinos, 15 rutas) | Destinos domésticos (10 destinos, 15 rutas) |
| ------------------------------------------------ | ------------------------------------------- | ------------------------------------------- | ------------------------------------------- | --------------------------------------------------- | ------------------------------------------- | ------------------------------------------- | ------------------------------------------- | ------------------------------------------- | ------------------------------------------- | ------------------------------------------- |
| Colombia                                         | Armenia                                     | AXM                                         | SKAR                                        | Aeropuerto Internacional El Edén                    | •                                           |                                             |                                             |                                             | 1                                           |                                             |
| Colombia                                         | Bogotá (HUB)                                | BOG                                         | SKBO                                        | Aeropuerto Internacional El Dorado                  |                                             | •                                           | •                                           | AXM, BAQ, BGA, CLO, MDE, PEI, SMR           | 9                                           |                                             |
| Colombia                                         | Barranquilla                                | BAQ                                         | SKBQ                                        | Aeropuerto Internacional Ernesto Cortissoz          | •                                           | •                                           |                                             | MDE                                         | 3                                           |                                             |
| Colombia                                         | Bucaramanga                                 | BGA                                         | SKBG                                        | Aeropuerto Internacional Palonegro                  | •                                           |                                             |                                             | SMR                                         | 2                                           |                                             |
| Colombia                                         | Cali                                        | CLO                                         | SKCL                                        | Aeropuerto Internacional Alfonso Bonilla Aragón     | •                                           |                                             |                                             |                                             | 1                                           |                                             |
| Colombia                                         | Cartagena                                   | CTG                                         | SKCG                                        | Aeropuerto Internacional Rafael Núñez               | •                                           | •                                           |                                             | MDE                                         | 3                                           |                                             |
| Colombia                                         | Medellín                                    | MDE                                         | SKRG                                        | Aeropuerto Internacional José María Córdova         | •                                           |                                             |                                             | BAQ, CTG, SMR                               | 4                                           |                                             |
| Colombia                                         | Pereira                                     | PEI                                         | SKPE                                        | Aeropuerto Internacional Matecaña                   | •                                           |                                             |                                             |                                             | 1                                           |                                             |
| Colombia                                         | San Andrés                                  | ADZ                                         | SKSP                                        | Aeropuerto Internacional Gustavo Rojas Pinilla      | •                                           |                                             | •                                           | BAQ                                         | 3                                           |                                             |
| Colombia                                         | Santa Marta                                 | SMR                                         | SKSM                                        | Aeropuerto Internacional Simón Bolívar              | •                                           |                                             |                                             | BGA, MDE                                    | 3                                           |                                             |
| Destinos internacionales (14 destinos, 34 rutas) |                                             |                                             |                                             |                                                     |                                             |                                             |                                             |                                             |                                             |                                             |
| Aruba                                            | Oranjestad                                  | AUA                                         | TNCA                                        | Aeropuerto Internacional Reina Beatriz              | •                                           |                                             |                                             | CLO, MDE                                    | 3                                           |                                             |
| Costa Rica                                       | San José                                    | SJO                                         | MROC                                        | Aeropuerto Internacional Juan Santamaría            | •                                           |                                             |                                             | MDE, PTY                                    | 2                                           |                                             |
| Cuba                                             | La Habana                                   | HAV                                         | MUHA                                        | Aeropuerto Internacional José Martí                 | •                                           |                                             |                                             | BLB                                         | 2                                           |                                             |
| Curazao                                          | Willemstad                                  | CUR                                         | TNCC                                        | Aeropuerto Internacional Hato                       | •                                           |                                             |                                             | MDE                                         | 2                                           |                                             |
| Guatemala                                        | Guatemala                                   | GUA                                         | MTGG                                        | Aeropuerto Internacional La Aurora                  | •*                                          |                                             |                                             |                                             | 1                                           | *Inicia el 27 de octubre de 2025            |
| México                                           | Cancún                                      | CUN                                         | MMUN                                        | Aeropuerto Internacional de Cancún                  | •                                           |                                             |                                             | CLO, MDE                                    | 3                                           |                                             |
| Panamá                                           | Ciudad de Panamá                            | BLB                                         | MPPA                                        | Aeropuerto Internacional Panamá Pacífico            | •                                           |                                             | •                                           | BAQ, CLO, DAV, MDE, HAV, SJO                | 9                                           |                                             |
| Panamá                                           | David                                       | DAV                                         | MPDA                                        | Aeropuerto Internacional Enrique Malek              |                                             |                                             |                                             | BLB                                         | 1                                           |                                             |
| Perú                                             | Lima                                        | LIM                                         | SPJC                                        | Aeropuerto Internacional Jorge Chávez               | •                                           |                                             |                                             |                                             | 1                                           |                                             |
| República Dominicana                             | Punta Cana                                  | PUJ                                         | MDPC                                        | Aeropuerto Internacional de Punta Cana              | •                                           |                                             |                                             | MDE                                         | 2                                           |                                             |
| República Dominicana                             | Santo Domingo                               | SDQ                                         | MDSD                                        | Aeropuerto Internacional Las Américas               | •                                           |                                             |                                             | MDE                                         | 2                                           |                                             |
| Venezuela                                        | Caracas                                     | CCS                                         | SVMI                                        | Aeropuerto Internacional de Maiquetía Simón Bolívar | •                                           |                                             |                                             | MDE                                         | 2                                           |                                             |
| Total: 25 destinos, 11 países, 51 rutas          | Total: 25 destinos, 11 países, 51 rutas     | Total: 25 destinos, 11 países, 51 rutas     | Última actualización: 28 de julio de 2025   | Última actualización: 28 de julio de 2025           | 22                                          | 4                                           | 7                                           | 38                                          | 52                                          |                                             |

### Cronología de rutas
| Rutas activas                             | Rutas activas                             | Rutas activas                           | Rutas activas                           | Rutas activas                           | Rutas activas                           |
| Origen                                    | Destino                                   | Fecha de inicio                         | Fecha de inicio                         | Duración                                | Ref.                                    |
| ----------------------------------------- | ----------------------------------------- | --------------------------------------- | --------------------------------------- | --------------------------------------- | --------------------------------------- |
| Bogotá                                    | Cartagena                                 | 1 de diciembre de 2016                  | 1 de diciembre de 2016                  | 8 años, 7 meses y 27 días               | [ 9 ]                                   |
| Bogotá                                    | San Andrés                                | 1 de diciembre de 2016                  | 1 de diciembre de 2016                  | 8 años, 7 meses y 27 días               | [ 9 ]                                   |
| Bogotá                                    | Cali                                      | 26 de octubre de 2020                   | 26 de octubre de 2020                   | 4 años, 9 meses y 2 días                | [ 10 ]                                  |
| Bogotá                                    | Medellín                                  | 4 de diciembre de 2020                  | 4 de diciembre de 2020                  | 4 años, 7 meses y 24 días               | [ 11 ]                                  |
| Bogotá                                    | Santa Marta                               | 14 de diciembre de 2020                 | 14 de diciembre de 2020                 | 4 años, 7 meses y 14 días               | [ 11 ]                                  |
| Bogotá                                    | Armenia                                   | 3 de octubre de 2022                    | 3 de octubre de 2022                    | 2 años, 9 meses y 25 días               | [ 12 ]                                  |
| Bogotá                                    | Villavicencio                             | 5 de octubre de 2022                    | 5 de octubre de 2022                    | 2 años, 9 meses y 23 días               | [ 12 ]                                  |
| Bogotá                                    | Barranquilla                              | 15 de mayo de 2023                      | 15 de mayo de 2023                      | 2 años, 2 meses y 13 días               | [ 13 ]                                  |
| Bogotá                                    | Pereira                                   | 5 de junio de 2023                      | 5 de junio de 2023                      | 2 años, 1 mes y 23 días                 | [ 13 ]                                  |
| Bogotá                                    | Bucaramanga                               | 12 de junio de 2023                     | 12 de junio de 2023                     | 2 años, 1 mes y 16 días                 | [ 13 ]                                  |
| Bogotá                                    | Cancún                                    | 1 de diciembre de 2016                  | 1 de diciembre de 2016                  | 8 años, 7 meses y 27 días               | [ 9 ]                                   |
| Bogotá                                    | Ciudad de Panamá                          | 1 de diciembre de 2016                  | 1 de diciembre de 2016                  | 8 años, 7 meses y 27 días               | [ 9 ]                                   |
| Bogotá                                    | La Habana                                 | 1 de diciembre de 2016                  | 1 de diciembre de 2016                  | 8 años, 7 meses y 27 días               | [ 9 ]                                   |
| Bogotá                                    | Oranjestad                                | 1 de diciembre de 2016                  | 1 de diciembre de 2016                  | 8 años, 7 meses y 27 días               | [ 9 ]                                   |
| Bogotá                                    | Punta Cana                                | 1 de diciembre de 2016                  | 1 de diciembre de 2016                  | 8 años, 7 meses y 27 días               | [ 9 ]                                   |
| Bogotá                                    | Caracas                                   | 7 de abril de 2017                      | 7 de abril de 2017                      | 8 años, 3 meses y 21 días               | [ 14 ]                                  |
| Bogotá                                    | Willemstad                                | 11 de abril de 2019                     | 11 de abril de 2019                     | 6 años, 3 meses y 17 días               | [ 15 ]                                  |
| Bogotá                                    | Santo Domingo                             | 13 de abril de 2019                     | 13 de abril de 2019                     | 6 años, 3 meses y 15 días               | [ 15 ]                                  |
| Bogotá                                    | San José                                  | 3 de septiembre de 2019                 | 3 de septiembre de 2019                 | 5 años, 10 meses y 25 días              | [ 16 ]                                  |
| Bogotá                                    | Lima                                      | 28 de junio de 2021                     | 28 de junio de 2021                     | 4 años y 1 mes                          | [ 17 ]                                  |
| Bogotá                                    | Valencia                                  | 3 de noviembre de 2022                  | 3 de noviembre de 2022                  | Ventas suspendidas                      | [ 18 ]                                  |
| Bogotá                                    | Guatemala                                 | 27 de octubre de 2025                   | 27 de octubre de 2025                   | Ruta en ventas                          | [ 8 ]                                   |
| Medellín                                  | Santa Marta                               | 3 de diciembre de 2023                  | 3 de diciembre de 2023                  | 1 año, 7 meses y 25 días                | [ 19 ]                                  |
| Medellín                                  | Barranquilla                              | 5 de septiembre de 2024                 | 5 de septiembre de 2024                 | 10 meses y 23 días                      | [ 20 ]                                  |
| Medellín                                  | Ciudad de Panamá                          | 1 de diciembre de 2016                  | 1 de diciembre de 2016                  | 8 años, 7 meses y 27 días               | [ 9 ]                                   |
| Medellín                                  | Cancún                                    | 28 de marzo de 2021                     | 28 de marzo de 2021                     | 4 años y 4 meses                        | [ 21 ]                                  |
| Medellín                                  | Punta Cana                                | 3 de julio de 2021                      | 3 de julio de 2021                      | 4 años y 25 días                        | [ 17 ]                                  |
| Medellín                                  | Santo Domingo                             | 28 de marzo de 2022                     | 28 de marzo de 2022                     | 3 años y 4 meses                        | [ 22 ]                                  |
| Medellín                                  | La Habana                                 | 1 de octubre de 2022                    | 1 de octubre de 2022                    | 2 años, 9 meses y 27 días               | [ 23 ]                                  |
| Medellín                                  | Oranjestad                                | 1 de octubre de 2022                    | 1 de octubre de 2022                    | 2 años, 9 meses y 27 días               | [ 23 ]                                  |
| Medellín                                  | Caracas                                   | 16 de enero de 2024                     | 16 de enero de 2024                     | 1 año, 6 meses y 12 días                | [ 18 ]                                  |
| Medellín                                  | Willemstad                                | 18 de diciembre de 2024                 | 18 de diciembre de 2024                 | 7 meses y 10 días                       | [ 24 ]                                  |
| Medellín                                  | San José                                  | 18 de diciembre de 2024                 | 18 de diciembre de 2024                 | 7 meses y 10 días                       | [ 24 ]                                  |
| Cali                                      | San Andrés                                | 1 de diciembre de 2016                  | 1 de diciembre de 2016                  | 8 años, 7 meses y 27 días               | [ 9 ]                                   |
| Cali                                      | Cartagena                                 | 1 de junio de 2018                      | 1 de junio de 2018                      | 7 años, 1 mes y 27 días                 | [ 9 ]                                   |
| Cali                                      | Ciudad de Panamá                          | 1 de diciembre de 2016                  | 1 de diciembre de 2016                  | 8 años, 7 meses y 27 días               | [ 25 ]                                  |
| Cali                                      | Cancún                                    | 14 de julio de 2021                     | 14 de julio de 2021                     | 4 años y 14 días                        | [ 17 ]                                  |
| Cali                                      | Oranjestad                                | 1 de julio de 2023                      | 1 de julio de 2023                      | 2 años y 27 días                        | [ 26 ]                                  |
| Cartagena                                 | San Andrés                                | 1 de diciembre de 2016                  | 1 de diciembre de 2016                  | 8 años, 7 meses y 27 días               | [ 9 ]                                   |
| Cartagena                                 | Ciudad de Panamá                          | 23 de febrero de 2017                   | 23 de febrero de 2017                   | 8 años, 5 meses y 5 días                | [ 27 ]                                  |
| Barranquilla                              | San Andrés                                | 1 de diciembre de 2016                  | 1 de diciembre de 2016                  | 8 años, 7 meses y 27 días               | [ 9 ]                                   |
| Barranquilla                              | Ciudad de Panamá                          | 6 de octubre de 2022                    | 6 de octubre de 2022                    | 2 años, 9 meses y 22 días               | [ 28 ]                                  |
| Bucaramanga                               | Santa Marta                               | 30 de marzo de 2025                     | 30 de marzo de 2025                     | 3 meses y 29 días                       | [ 29 ]                                  |
| Ciudad de Panamá                          | La Habana                                 | 2 de noviembre de 2019                  | 2 de noviembre de 2019                  | 5 años, 8 meses y 26 días               | [ 30 ]                                  |
| Ciudad de Panamá                          | San José                                  | 21 de junio de 2021                     | 21 de junio de 2021                     | 4 años, 1 mes y 7 días                  | [ 17 ]                                  |
| Ciudad de Panamá                          | Santo Domingo                             | 6 de noviembre de 2022                  | 6 de noviembre de 2022                  | 2 años, 9 meses y 10 días               | [ 31 ]                                  |
| Ciudad de Panamá                          | David                                     | 11 de agosto de 2023                    | 11 de agosto de 2023                    | 1 año, 11 meses y 17 días               | [ 32 ]                                  |
| Rutas finalizadas                         |                                           |                                         |                                         |                                         |                                         |
| Origen                                    | Destino                                   | Fecha de inicio                         | Fecha de finalización                   | Duración                                | Ref.                                    |
| San José                                  | Ciudad de Guatemala                       | 1 de diciembre de 2016                  | 10 de enero de 2017                     | 1 mes y 9 días                          | [ 33 ]                                  |
| Ciudad de Panamá                          | San José                                  | 1 de diciembre de 2016                  | 21 de octubre de 2017                   | 10 meses y 20 días                      | [ 34 ]                                  |
| Bogotá                                    | Villavicencio                             | 5 de agosto de 2019                     | 20 de noviembre de 2019                 | 3 meses y 15 días                       |                                         |
| Bogotá                                    | Ciudad de México                          | 1 de diciembre de 2016                  | 16 de abril de 2023                     | 6 años, 4 meses y 15 días               | [ 35 ]                                  |
| Bogotá                                    | Quito                                     | 22 de noviembre de 2016                 | 7 de abril de 2024                      | 7 años, 4 meses y 15 días               | [ 36 ]                                  |
| Bogotá                                    | Guayaquil                                 | 3 de enero de 2019                      | 7 de abril de 2024                      | 5 años, 3 meses y 4 días                | [ 36 ]                                  |
| Última actualización: 28 de julio de 2025 | Última actualización: 28 de julio de 2025 | Total rutas: 51 activas, 6 finalizadas. | Total rutas: 51 activas, 6 finalizadas. | Total rutas: 51 activas, 6 finalizadas. | Total rutas: 51 activas, 6 finalizadas. |

     – Nuevas rutas en venta.

En cursiva rutas que fueron reactivadas en fechas posteriores.

### Destinos finalizados
| País                                      | Ciudad                                    | Código de aeropuerto                      | Código de aeropuerto                      | Aeropuerto                                                                   | Origen                                                                       | Fecha de finalización                                                        |
| País                                      | Ciudad                                    | IATA                                      | ICAO                                      | Aeropuerto                                                                   | Origen                                                                       | Fecha de finalización                                                        |
| ----------------------------------------- | ----------------------------------------- | ----------------------------------------- | ----------------------------------------- | ---------------------------------------------------------------------------- | ---------------------------------------------------------------------------- | ---------------------------------------------------------------------------- |
| México                                    | Ciudad de México                          | MEX                                       | MMMX                                      | Aeropuerto Internacional de la Ciudad de México                              | BOG                                                                          | 16 de abril de 2023.                                                         |
| Ecuador                                   | Quito                                     | UIO                                       | SEQM                                      | Aeropuerto Internacional Mariscal Sucre                                      | BOG                                                                          | 7 de abril de 2024.                                                          |
| Ecuador                                   | Guayaquil                                 | GYE                                       | SEGU                                      | Aeropuerto Internacional José Joaquín de Olmedo                              | BOG                                                                          | 7 de abril de 2024.                                                          |
| Última actualización: 28 de julio de 2025 | Última actualización: 28 de julio de 2025 | Última actualización: 28 de julio de 2025 | Última actualización: 28 de julio de 2025 | Destinos finalizados: 3 internacionales Rutas finalizadas: 3 internacionales | Destinos finalizados: 3 internacionales Rutas finalizadas: 3 internacionales | Destinos finalizados: 3 internacionales Rutas finalizadas: 3 internacionales |

## Incidentes
- El 16 de octubre del 2021 el vuelo 7436 despegó del Aeropuerto Internacional José María Córdova con destino a Punta Cana operado por un Boeing 737-800 con matrícula HP-1523 el cual tuvo que aterrizar de emergencia en Rionegro debido a que el motor izquierdo presentó fallas, todos los 167 ocupantes salieron ilesos. No obstante la aerolínea dio a conocer que el fallo pudo causarse por la succión de pájaros o un fallo interno del motor.[37]
- El 1 de noviembre del 2021 el vuelo 7018 despegó del Aeropuerto Internacional El Dorado con destino al Aeropuerto Internacional de la Ciudad de México operado por un Boeing 737-800 con matrícula HP-1532 el cual tuvo que aterrizar de emergencia en Bogotá debido a que empezó a presentar fallas que se desconocen, todos sus pasajeros incluyendo la tripulación salieron ilesos.[38]